# Jean-Philippe Lauer
Jean-Philippe Lauer (Parigi, 7 maggio 1902 – Parigi, 16 maggio 2001) è stato un egittologo francese.
Attivo in Egitto già dagli anni venti del XX secolo, la sua attività è quasi esclusivamente legata allo studio dei complessi piramidali di Saqqara, quello di Djoser in particolare. Per la  Piramide di Djoser realizzò ricostruzioni architettoniche dello stato originario del monumento con il metodo dell'anastilosi, assai interessanti anche dal punto di vista teorico.
È ritenuto uno dei più importanti conoscitori dell'arte edificatoria degli egizi nell'epoca di costruzione delle piramidi.
Oggetti e fotografie di Lauer impegnato nelle campagne di scavo sono custodite al Museo Imhotep.